# Kořenov

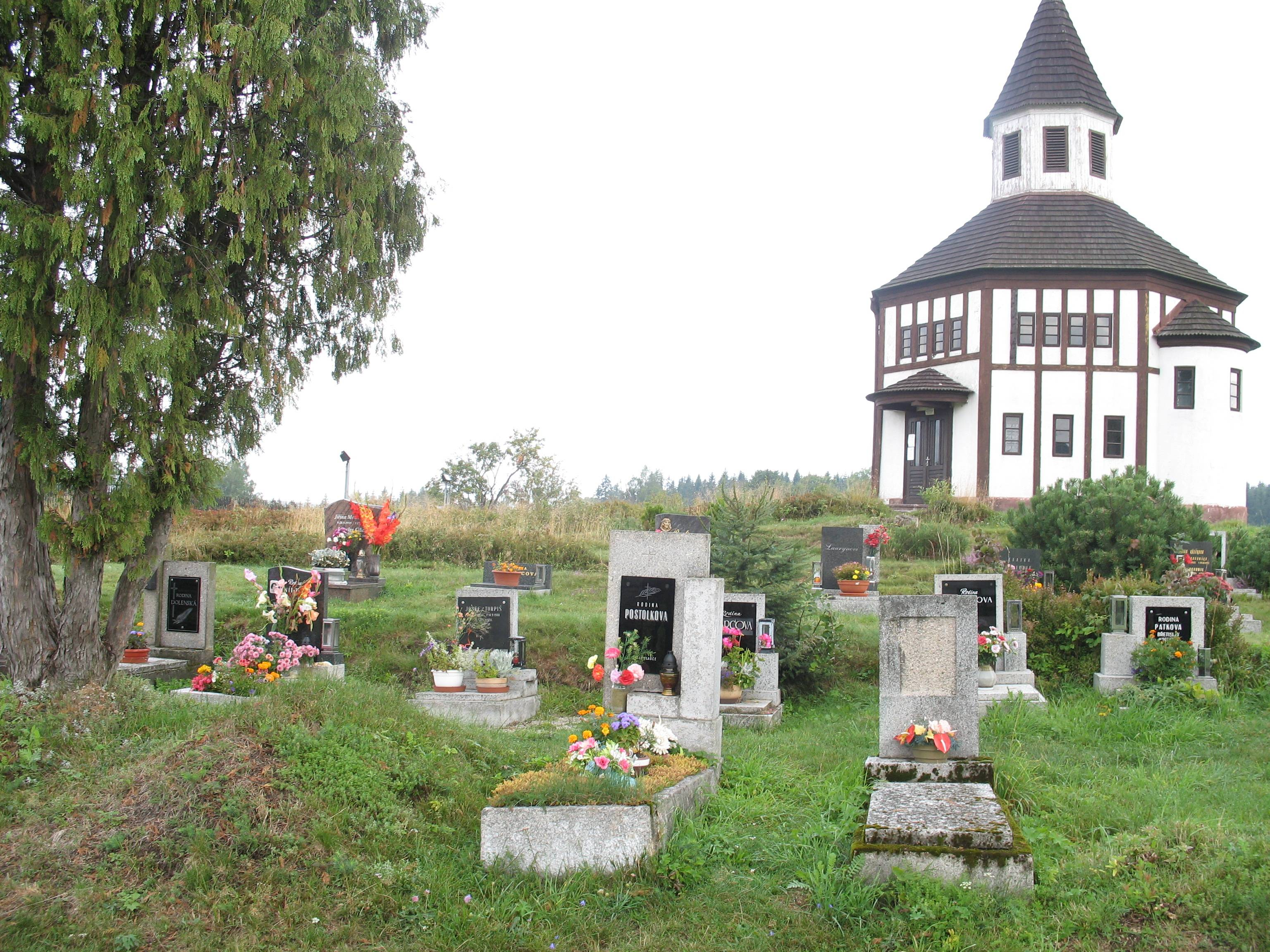
kościół i cmentarz we wsi

Kořenov (do 1945 niem. Bad Wurzelsdorf) – wieś w powiecie jabloneckim w kraju libereckim (Czechy), przy granicy z Polską, pomiędzy Tanvaldem a Harrachovem.
1 stycznia 2017 gminę zamieszkiwały 934 osoby, a ich średni wiek 44,4 roku.
Osadnictwo tutejsze datuje się od roku 1577 (rejon osady Rejdice), kiedy przybyły z Moraw Pavel Schierer uruchomił tu hutę szkła. Współczesny Kořenov powstał po połączeniu w 1960 wsi Polubný, Příchovice, Rejdice i Jizerka (wcześniej, w następstwie uzgodnionej z Polską wymiany terenów nadgranicznych w 1958, do wsi Kořenov przyłączono wyludnioną osadę pasterską Zieliniec, znaną też jako Zieleniec albo pod niem. nazwą Hoffnungsthal, leżącą w historycznych granicach Śląska) stanowi połączenie osad i przysiółków (w nawiasach ich nazwy w języku niemieckim):

- Dolní Kořenov (Unter Wurzelsdorf)
- Horní Kořenov (Oberwurzelsdorf)
- Jizerka (Klein Iser, także Wilhelmshöhe)
- Martinské Údolí (Martinstal)
- Na Kobyle (Kobelhäuser)
- Nová Víska (Neudörfl)
- Počátky (Potschatek)
- Polubný (Polaun)
- Příchovice (Stephansruh, także Prichowitz)
- Rejdice (Reiditz)
- Růžodol (Rosenthal)
- Světlá (Swetla)
- Tesařov (Schenkenhan)
- Údolí Naděje (Hoffnungsthal)
- Václavíkova Studánka (Watzelsbrunn)
- Zelené Údolí (Grünthal)

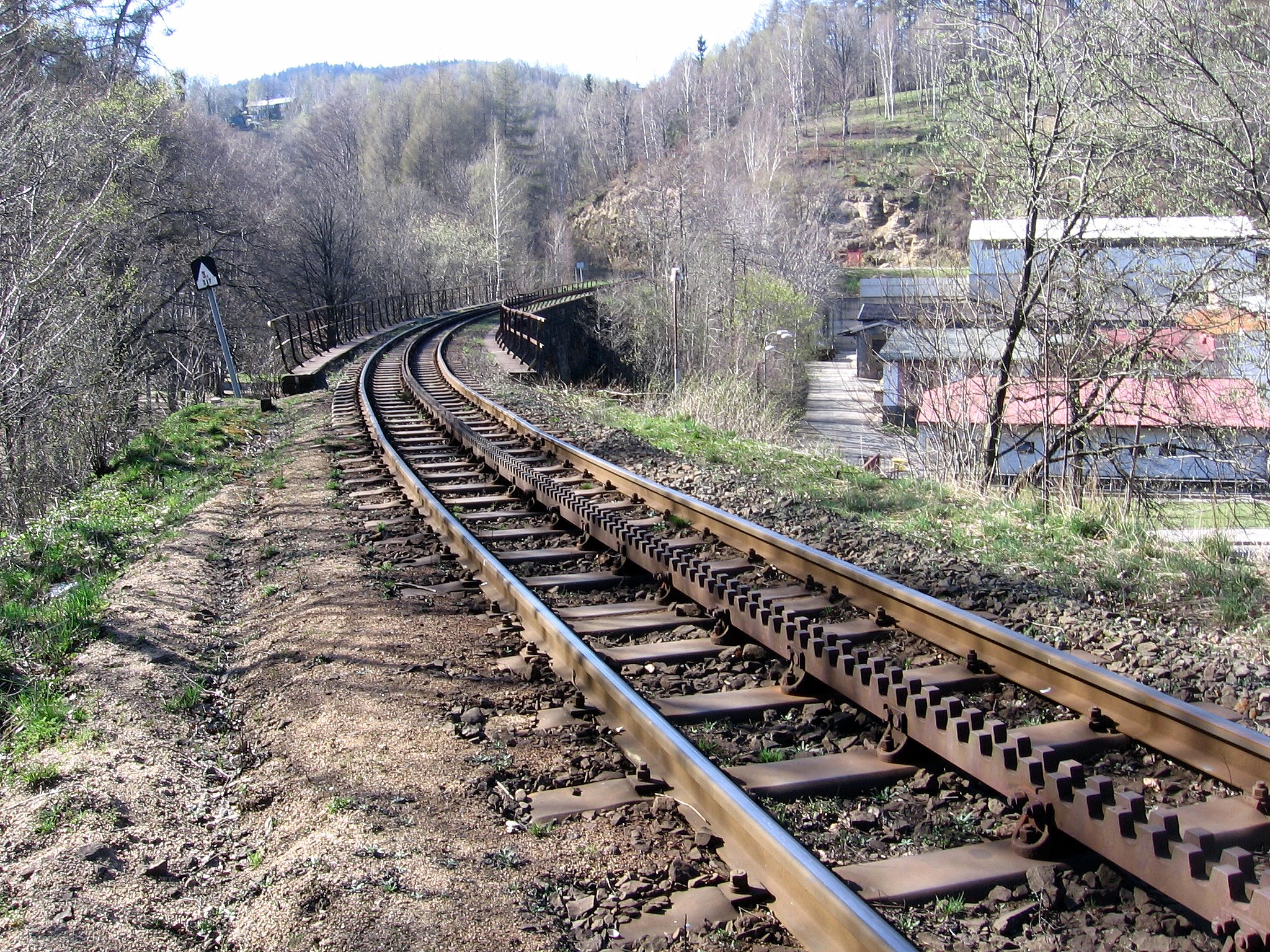
Tory Kolei Izerskiej Tanvald-Kořenov z trzecią szyną zębatą systemu Abta

Na przełomie XIX i XX wieku przez Kořenov przeprowadzona została linia Kolei Izerskiej, której siedmiokilometrowa trasa do Tanvaldu – pokonująca stromizny sięgające 58‰ ze względu na różnicę wysokości 235 metrów między tymi stacjami – wyposażona jest na dwóch odcinkach w trzecią szynę w systemie kolei zębatej. Stacja – do końca II wojny światowej Polaun/Grünthal – we wsi Kořenov była po wojnie, aż do korekty granic w 1958, de facto końcową stacją po czeskiej stronie Kolei Izerskiej; po tej korekcie i przyłączeniu do Czechosłowacji osady Tkacze (dziś Harrachov-Mýtiny) czeski odcinek tej trasy wydłużył się o 4,7 km.
W miejscowości jest stacja kolejowa Kořenov.

## Przypisy

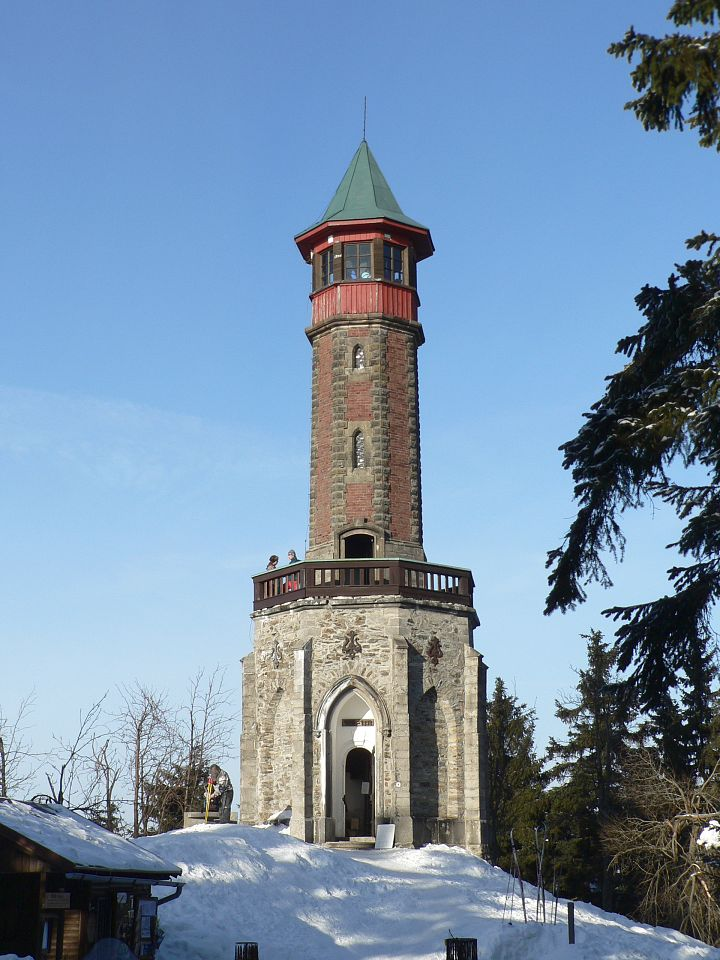
24-metrowa wieża widokowa Štěpánka